# 垂簾聴政
垂簾聴政（すいれんちょうせい、垂簾聽政、満洲語: ᠮᡝᠩᠰᡝᡴᡠ
ᡨᡠᡥᡝᠪᡠᡶᡳ
ᡩᠠᠰᠠᠨ ᡩᡝ
ᡩᠠᠮᠪᡳ　転写：mengseku tuhebufi dasan de dambi、ᡥᡳᡩᠠ
ᡨᡠᡥᡝᠪᡠᡶᡳ
ᡩᠠᠰᠠᠨ ᡳ
ᠪᠠᡳᡨᠠ ᠪᡝ
ᡳᠴᡳᡥᡳᠶᠠᠮᠪᡳ　転写：hida tuhebufi dasan i baita be icihiyambi）は、皇帝が幼い場合、皇后・皇太后のような女性が代わって摂政政治を行うこと。

## 概要
中国で、女性である皇太后は、男性である朝臣と直接対面するのを避けるため、皇帝の玉座の後ろに御簾を垂らし、その中に座って政務を行ったことより、このように呼ばれた。
「皇后・皇太后」といっても、幼帝である場合は皇后が聴政することは当然出来ないため、皇后の例は非常に少なく、また皇太后といっても日本の制度では太皇太后となる例や、先帝在位中は皇后でなかったが幼帝の生母であるため皇太后となった例もある。
朝鮮半島においては、李氏朝鮮の時代に幼帝の母親である王大妃や祖母の大王大妃が職務を代行した。
有名な例としては、前漢の呂后、唐の武則天（最後は自ら皇帝となった）、清の西太后、李氏朝鮮の慈聖大妃や貞純王后などが挙げられる。また、1980年代には、総書記や党主席の経験のない鄧小平が総書記や首相を背後から操って最高実力者として君臨していたことを揶揄して「垂簾聴政」と呼ばれたことがあった。

## 漢
- 呂太后
  - 第1次
    - 子の恵帝の在位時：前195年 - 前188年
    - 主な出来事：趙王劉如意やその生母の戚氏らの殺害。

  - 第2次
    - 孫の少帝2代（前少帝、後少帝）の在位時：前188年 - 前180年

- 太后竇氏
  - 義子の霊帝の在位時：168年
  - 主な出来事：宦官権力の排斥

## 北魏
- 文明太后馮氏
  - 第1次
    - 庶子の献文帝の在位時：465年 - 469年
    - 主な出来事：丞相乙渾の殺害。

  - 第2次
    - 庶孫の孝文帝の在位時：471年 - 490年
    - 主な出来事：班禄制や三長制や均田制などの諸改革の実施。
- 霊太后胡氏
  - 第1次
    - 子の孝明帝の在位時：515年 - 520年
    - 主な出来事：周辺国との外交改善と仏教の振興

  - 第2次
    - 子の孝明帝の在位時：525年 - 528年
    - 主な出来事：中央集権の加強

## 宋
- 章献太后劉氏
  - 養子の仁宗の在位時：1022年 - 1033年
  - 主な出来事：軍政の改革と西夏や遼に対して友好関係を維持する外交
- 宣仁太后高氏
  - 孫の哲宗の在位時：1085年 - 1093年
  - 主な出来事：王安石の新法（熙寧新法）の廃止と新法派の追放・旧法党の復権（元祐更化）。
- 欽聖太后向氏
  - 庶子の徽宗の在位時：1100年 - 1101年
  - 主な出来事：新法党と旧法党の融和。
- 元祐皇后孟氏
  - 宰相張邦昌による要請：1127年
  - 主な出来事：高宗を皇帝に擁立させた。
- 寿聖太皇太后呉氏
  - 養孫の光宗の在位時：1194年
  - 主な出来事：光宗の廃位を決め、寧宗を皇帝に立てた。
- 寿明太后楊氏
  - 養子の理宗の在位時：1224年 - 1232年
  - 主な出来事：金に対して友好関係を維持する外交

## 清
- 東太后
  - 第1次：庶子の同治帝の在位時
    - 1861年 - 1873年
    - 主な出来事：太平天国の乱の平定、腹心の宦官安徳海の処刑。
    - 帰政理由：同治帝の大婚・親政のため。

  - 第2次：養子の光緒帝の在位時
    - 1874年 - 1881年
    - 主な出来事：清仏戦争。
- 西太后 - 時期的には3回あった。
  - 第1次：子の同治帝の在位時
    - 1861年 - 1873年
    - 主な出来事：太平天国の乱の平定、腹心の宦官安徳海の処刑。
    - 帰政理由：同治帝の大婚・親政のため。

  - 第2次：養子の光緒帝の在位時
    - 1874年 - 1887年
    - 主な出来事：清仏戦争、東太后の崩御。
    - 帰政理由：光緒帝の親政のため。ただし、混乱を恐れた重臣たちの願い出により、3年間の「訓政」を条件とし、実際にはその後も実権を掌握した。

  - 第3次：養子の光緒帝の在位時
    - 1898年 - 1908年
    - 主な出来事：戊戌政変、日清戦争、義和団の乱
- 孝定景皇后
  - 宣統帝の在位時
    - 1908年 - 1912年
    - 主な出来事：宣統帝の退位

## 李氏朝鮮
- 貞熹王后（慈聖大王大妃）
  - 孫の成宗の在位時：1469年 - 1476年
  - 主な出来事：朝鮮初の垂簾聴政。恭恵王后の崩御。
- 文定王后（聖烈大王大妃）
  - 息子の明宗の在位時：1545年 - 1553年
  - 主な出来事：乙巳士禍。
- 仁順王后（懿聖王大妃）
  - 養子の宣祖の在位時：1567年 - 1568年
  - 主な出来事：士林派の権力拡大。
- 貞純王后（睿順大王大妃）
  - 義曽孫にあたる純祖の在位時：1800年 - 1803年
  - 主な出来事：天主教信者への弾圧（辛酉邪獄）。
- 純元王后（明敬大王大妃）
  - 第1次：孫の憲宗の在位時
    - 1834年 - 1840年
    - 主な出来事：勢道政治の繁栄期。

  - 第2次：養子の哲宗の在位時
    - 1849年 - 1851年
    - 主な出来事：三政の紊乱。
- 神貞王后（孝裕大王大妃）
  - 養子の高宗の在位時：1863年 - 1866年
  - 主な出来事：大院君執政期の始まり。